# نسيم رجوان

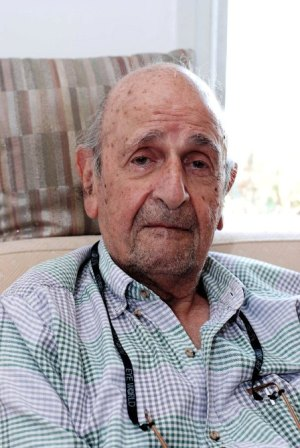
نسيم رجوان

نسيم رجوان (بالعبرية: נסים רג'ואן‏) كاتب وصحفي ومؤورخ إسرائيلي من اصول عراقية ولد في عام 1924 في بغداد ويعمل كباحث في مؤسسة هاري اس. ترومان هاري ترومان لأبحاث السلام في الجامعة العبرية باسرائيل.

## حياته ونشأته
ولد رجوان في بغداد في 1942 لعائلة يهودية وعمل في الفترة بين 1942- 1945 في بنك «الضفة الشرقية» في بغداد ومن ثم عمل لمدة شهرين في بنك«زليخا» اليهودي. بدأ مسيرته ككاتب في بغداد حيث كتب لصحيفة «أوقات العراق» وكذلك ادار مكتبة «الرابطة» التي كانت مكان يجتمع فيه العديد من كتاب بغداد البارزين. هاجر إلى إسرائيل في 1951 وهناك بدأ دراسته في الجامعة العبرية وأنضم إلى طاقم صحيفة جيروزاليم بوست"" حيث ظل يكتب عمود في هذه الصحيفة حتى عام 1996. عمل رجوان كمحرر أخبار للقسم العربي في هيئة الإذاعة الإسرائيلية للفترة 1957الى 1959 ومن ثم عمل كمحرر للمحتوى من 1976 إلى 1989. كما إنه عمل كمحرر لصحيفة «تل أبيب اليوم» العربية من 1959 إلى 1966. يعد رجوان من اوائل مؤسسي حركة الحقوق المدنية في إسرائيل.

## مؤلفاته
- آخر اليهود في بغداد" ذكريات وطن ضائع. جامعة تكساس. 2004.[4]
- العرب بمواجهة العالم الحديث: التجاوب الثقافي والسياسي مع الغرب. مطبعة جامعة فلوريدا. 1998.[5]
- العرب في المرآة: الصورة وانعكاس الذات من ما قبل الإسلام إلى الوقت الحديث. مطبعة جامعة تكساس. 2008.
- غريب في الأرض الموعودة: يهودي عراقي في إسرائيل. مطبعة جامعة تكساس.2009.
- موقع إسرائيل في الشرق الأوسط: منظور جمعي. مطبعة جامعة فلوريدا.[6]
- أوجه الإسلام المتعددة: وجهات نظر حول ثقافة نامية. مطبعة جامعة فلوريدا.2000.[7]
- إسرائيل والبحث عن هوية: قراءة في سنوات التشكيل. مطبعة جامعة فلوريدا. 1999.
- الأيدولوجية الناصرية: مؤيديها وناقديها. Transaction للنشر. 1974.